# Colostygia scabrata
Colostygia scabrata là một loài bướm đêm trong họ Geometridae.